# Марія — королева Шотландії (фільм, 2018)
Марія — королева Шотландії (англ. Mary Queen of Scots) — історичний драматичний фільм 2018 року режисера Джозі Рурк. Сюжет фільму заснований на книзі Джона Гая «Моє серце — моя власність: Життя Марії, королеви Шотландії» (англ. My Heart Is My Own: The Life of Mary Queen of Scots). Вихід фільму у прокат відбувся 7 грудня 2018 року.

## Сюжет
Фільм розповідає історію життя Марії Стюарт, яка намагалася повалити свою кузину Єлизавету I, унаслідок чого вона опинилася в ув'язненні, де й провела решту життя аж до своєї страти.

## У ролях
| Актор                 | Роль                             |
| --------------------- | -------------------------------- |
| Сірша Ронан           | Марія I Стюарт                   |
| Марго Роббі           | Єлизавета I                      |
| Джек Лоуден           | Генріх Стюарт, лорд Дарнлі       |
| Девід Теннант         | Джон Нокс                        |
| Джо Алвін             | Роберт Дадлі, граф Лестер        |
| Мартін Компстон       | Джеймс Хепберн, 4-й граф Ботвелл |
| Брендан Койл          | Метью Стюарт, 4-й граф Леннокс   |
| Гай Пірс              | Вільям Сесіл, 1-й барон Берлі    |
| Джеймс Макардлі       | Граф Морей                       |
| Марія-Вікторія Драгус | Марія Флемінг                    |
| Джемма Чан            | Елізабет Гардвік                 |
| Ісмаель Крус Кордова  | Давид Річчо                      |
| Алекс Бекетт          | Волтер Мілдмей                   |

## Нагороди та номінації
| Список нагород та номінацій фільму (Список не є вичерпним) | Список нагород та номінацій фільму (Список не є вичерпним) | Список нагород та номінацій фільму (Список не є вичерпним) | Список нагород та номінацій фільму (Список не є вичерпним) | Список нагород та номінацій фільму (Список не є вичерпним) | Список нагород та номінацій фільму (Список не є вичерпним) |
| Кінофестиваль/Кінопремія                                   | Рік                                                        | Категорія                                                  | Номінант(и)                                                | Результат                                                  | Дж                                                         |
| ---------------------------------------------------------- | ---------------------------------------------------------- | ---------------------------------------------------------- | ---------------------------------------------------------- | ---------------------------------------------------------- | ---------------------------------------------------------- |
| Премія «Оскар»                                             | 24.02.2019                                                 | Найкращий грим та зачіски                                  | Дженні Ширкор, Марк Пілчер та Джессіка Брукс               | Номінація                                                  | [ 3 ]                                                      |
| Премія «Оскар»                                             | 24.02.2019                                                 | Найкращий дизайн костюмів                                  | Александра Бірн                                            | Номінація                                                  | [ 3 ]                                                      |